# 河南程氏
河南程氏（ハナムジョンし、朝鮮語: 하남정씨）は、朝鮮の氏族の一つ。本貫は中華人民共和国河南省である。2015年調査では、8,168人である。
始祖は、中国元の順帝時代に衛尉校丞を務めた程羽である。程羽は、魯国公主が恭愍王に降嫁される時に孔紹など20人余りと共に師父として高麗に入国した。程羽は、忠定王時代に殿中侍御史を務め、1352年に推誠輔理功臣壁上三韓三重大匡を叙勲、韓山君に封ぜられ、程羽の子孫が河南省を本貫にして河南程氏を創始した。

## 集姓村
- 全羅南道潭陽郡鳳山面大秋里
- 全羅南道和順郡道谷面信徳里
- 全羅北道茂朱郡赤裳面
- 全羅北道茂朱郡安城面
- 全羅北道鎮安郡銅郷面
- 全羅北道鎮安郡程川面[2]